# Christian Gottlob Herzog
Christian Gottlob Herzog (* 19. April 1789 in Seidenberg bei Görlitz; † 21. Juni 1868 in Gera) war ein bedeutender Pädagoge und Schulpolitiker.

## Leben
Nach dem Abitur am Gymnasium Augustum studierte er ab 1806 Evangelische Theologie und Philologie an der Universität Leipzig, 1808 schloss er sich dem Corps Lusatia Leipzig an. Nach dem theologischen Examen wurde er 1809 Lehrer an der Bürgerschule Leipzig.
Ab 1813 unterrichtete er am Rutheneum, der Fürstlich Reußischen Landesschule zu Gera. Seit 1817 Konrektor und seit 1827 Gymnasialprofessor, war er von 1840 bis 1867 Direktor des Gymnasiums. In der Deutschen Revolution 1848/49  beteiligte er sich an der Gründung des Konservativen Vereins. 1862 führte er den Vorsitz der in Gera tagenden allgemeinen Lehrerversammlung. Eigentlich Theologe, gehörte Herzog zu den großen deutschen Pädagogen und Philologen seiner Zeit. Er sprach und schrieb Latein wie seine Muttersprache und betonte in seinen pädagogischen Programmen den Wert humanistischer Bildung als Grundlage des gesamten Schulunterrichts. 1866 trat er in den Ruhestand.

## Ehrungen
- Reußisches Ehrenkreuz
- Oberschulrat (1858)
- Hausorden vom Weißen Falken
- Ehrenbürger von Gera (1863)
- Mitglied der Akademie gemeinnütziger Wissenschaften zu Erfurt (1863)
- D. theol. h. c. der Universität Jena (1863)
- Albrechtsorden (1863)

## Schriften
- M. Fabi Quinctiliani Institutionum Oratoriarum liber X Leipzig 1830 (Digitalisat)